# Jeolla
Jeolla (en hangul, 전라도; en hanja, 全羅道; romanización revisada, Jeolla-do; pronunciado [tɕʌlːado]) fue una de las ocho antiguas provincias de Corea durante la dinastía Joseon. Jeolla se localiza al suroeste de Corea y su capital es Jeonju. A comienzos del siglo XV el nombre de la provincia fue acortado a Jeolla y su nombre resultó de la unión de los nombres de las principales ciudades: Jeonju (전주; 全州) y Naju (나주; 羅州). 
En 1895 la provincia fue reemplazada por el distrito de Jeonju (Jeonju-bu; 전주부; 全州府) al noroeste, Naju (Naju-bu; 나주부; 羅州府) en el suroeste, Namwon (Namwon-bu; 남원부; 南原府) al este, y Jeju (Jeju-bu; 제주부; 濟州府) en la respectiva isla de Jeju.